# Zone verte
Pour les articles homonymes, voir zone verte (homonymie).

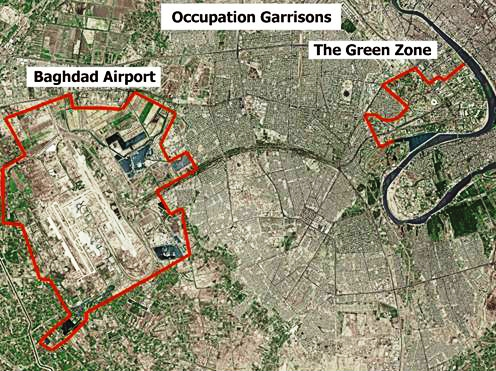
Photographie satellite de Bagdad : à droite, la zone verte ; à gauche, l'aéroport.

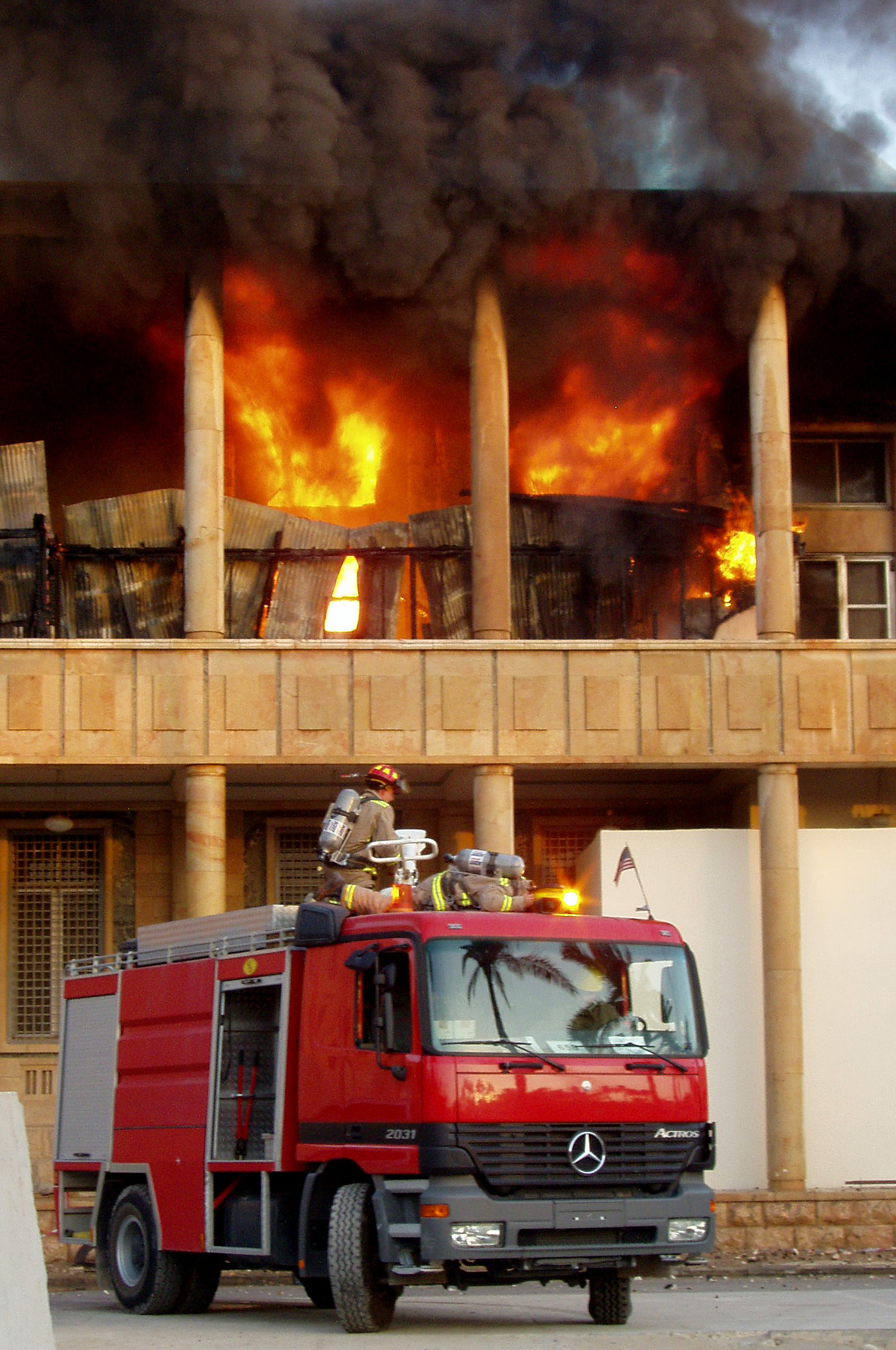
Incendie d'origine électrique le 23 aout 2004 dans l'ambassade des États-Unis en Irak. Le fourgon d'incendie Mercedes-Benz Actros appartient à KBR chargé alors de la lutte contre le feu dans la Zone verte.

La zone verte est une enclave hautement sécurisée dans la ville irakienne de Bagdad, qui fut instituée en avril 2003 à la suite de la persistance des combats et des attentats après la fin officielle de la seconde guerre du Golfe.

## Géographie
Sa surface couvre environ 10 km2 dans le centre-ville de Bagdad, dans ce quartier qui abritait précédemment les habitations des dignitaires irakiens proches du pouvoir, dont le palais républicain de Saddam Hussein.
Cette zone verte abrite notamment le parlement et les services du gouvernement irakien et l'ambassade des États-Unis en Irak. Son nom officiel sous le gouvernement provisoire irakien est la Zone internationale.
La compagnie privée qui gère cette zone verte est Global Strategy Group (GSG), basée à Londres. Elle gère aussi l'aéroport international de Bagdad depuis la fin officielle de la seconde guerre du Golfe. GSG emploierait quelque 1 100 personnes en Irak. Ce seraient essentiellement d'anciens soldats népalais et fidjiens, dont 500 travaillent à l'aéroport de Bagdad.

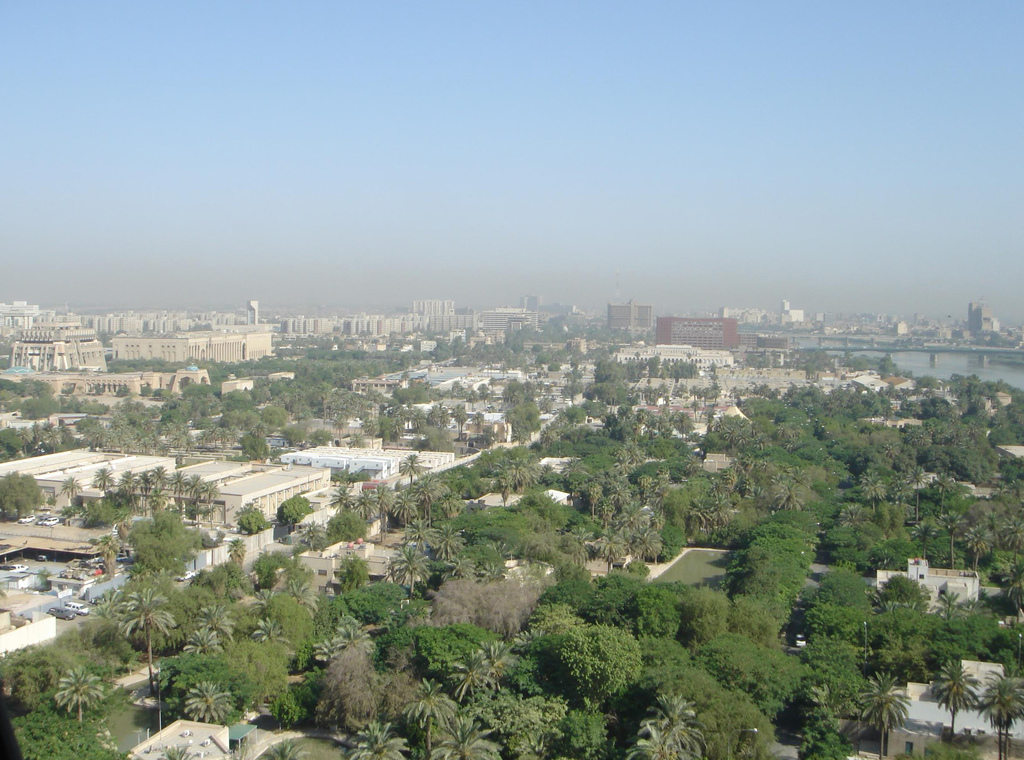
La zone verte à Bagdad.
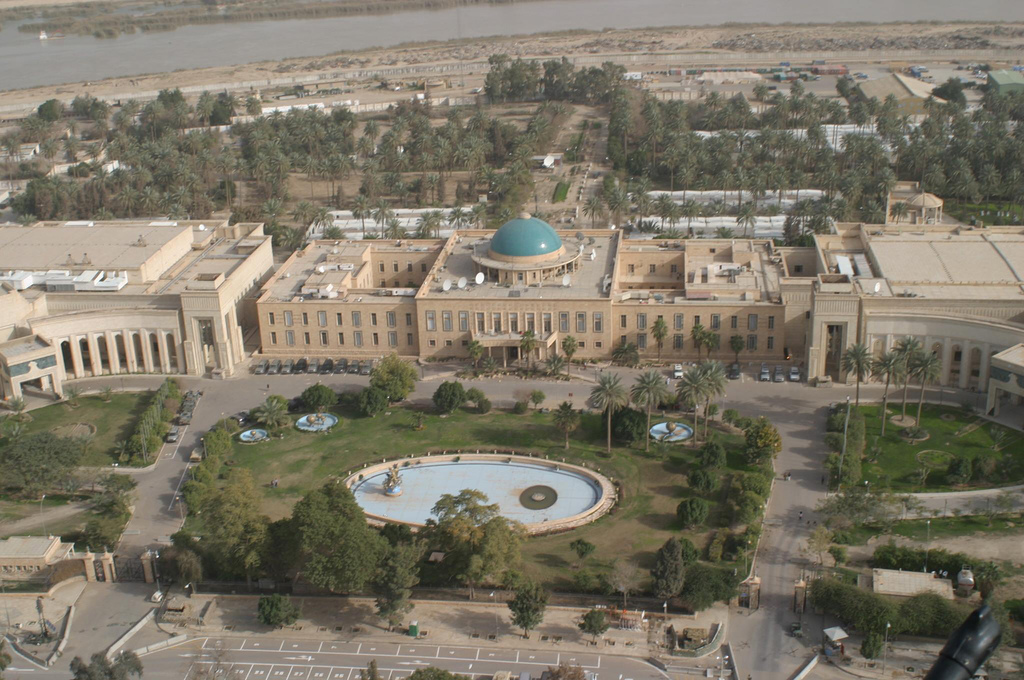
Le palais républicain situé dans la zone verte.
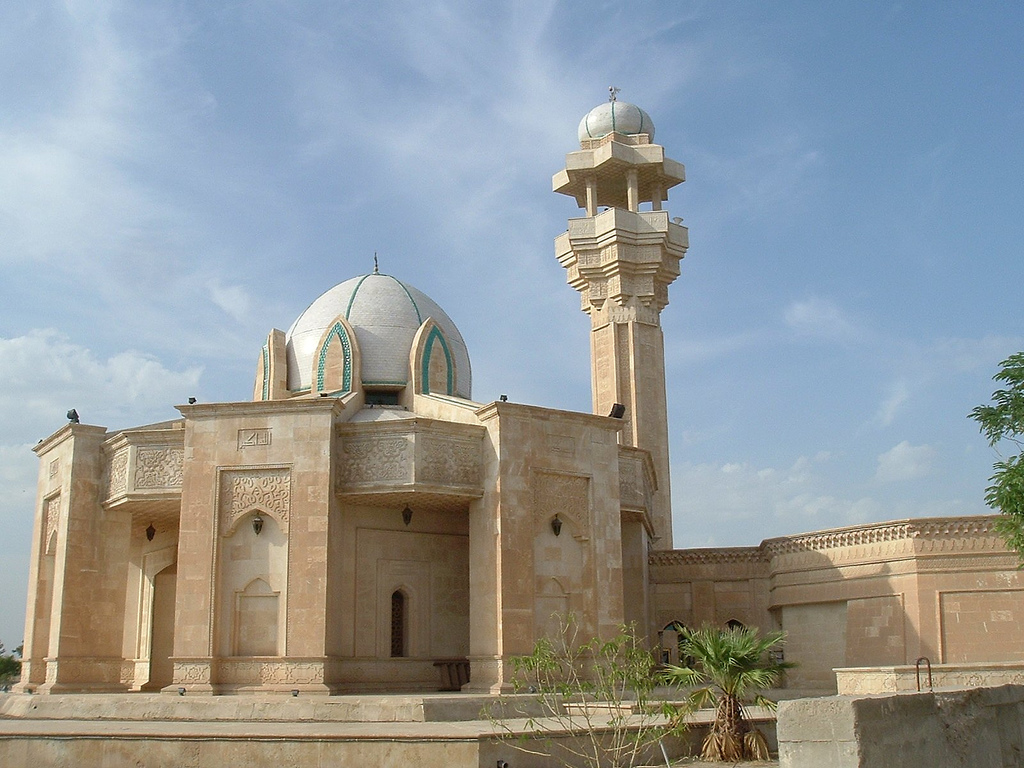
La mosquée de Bagdad située dans la zone verte.
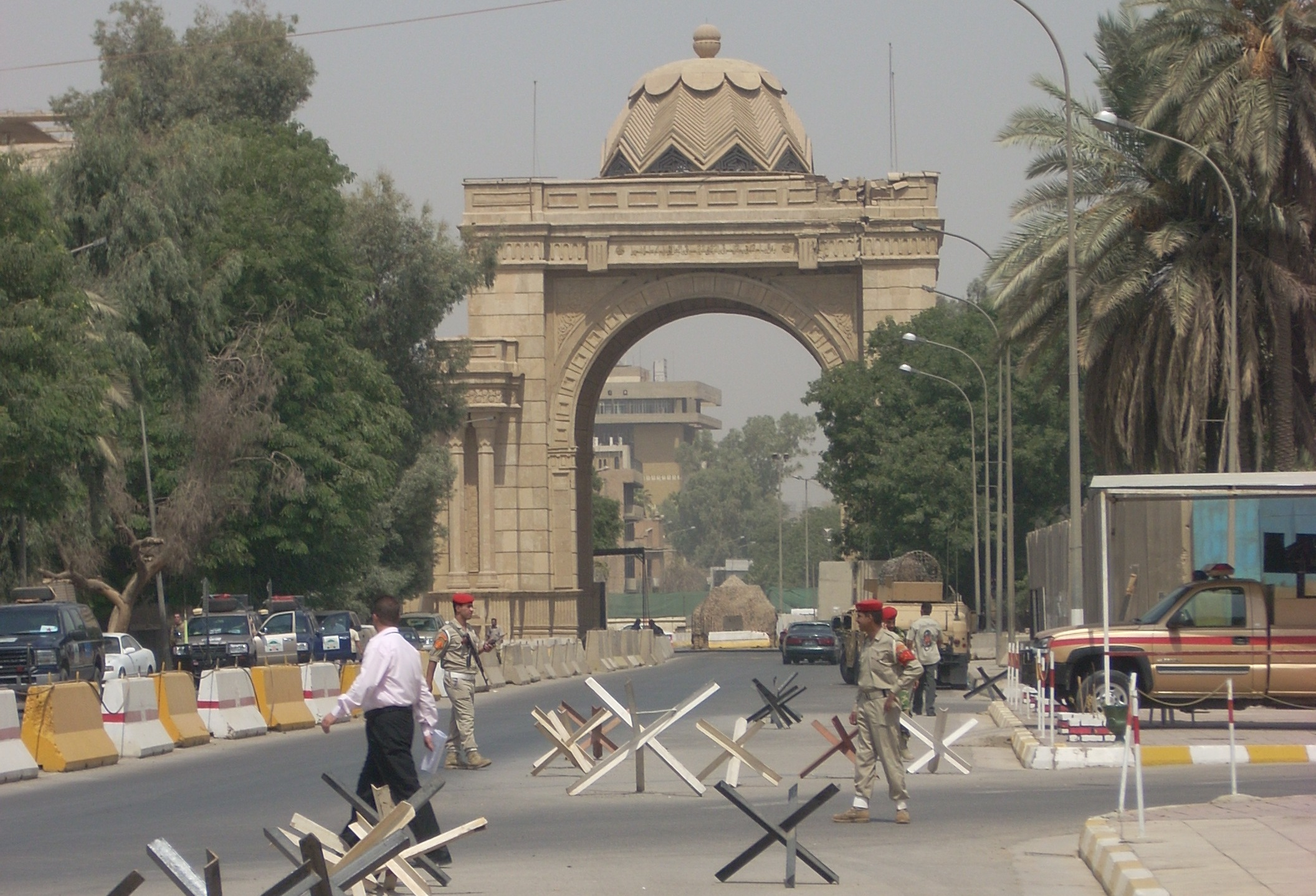
Délimitation de la zone verte.

### Dans la culture populaire
- Green Zone (film d'action dont la trame se passe à Bagdad)